# Locoburgemeester
Een locoburgemeester is een plaatsvervangend burgemeester. In Nederland is het meestal een van de wethouders die de burgemeester vervangt als die op dienstreis, ziek of op vakantie is.
Eventuele locoburgemeesters (eerste loco-, tweede loco-, enzovoorts) worden volgens een door het college van burgemeester en wethouders (B&W) vastgesteld rooster van plaatsvervanging aangewezen uit de beschikbare wethouders. Een locoburgemeester neemt voor bepaalde omstandigheden de taken over, bijvoorbeeld bij (kortstondige) afwezigheid van of verplichtingen elders van de zittende burgemeester. Mocht er door omstandigheden geen gewone of locoburgemeester aanwezig zijn, dan is in de Gemeentewet c.q. bestuurspraktijk geregeld dat de plaatsvervangend voorzitter van de gemeenteraad dan wel de nestor oftewel het raadslid met de meeste dienstjaren als tijdelijk plaatsvervangend locoburgemeester kan fungeren. 